# Pagida salticiformis
Pagida salticiformis är en spindelart som först beskrevs av O. Pickard-Cambridge 1883.  Pagida salticiformis ingår i släktet Pagida och familjen krabbspindlar.
Artens utbredningsområde är Sri Lanka. Inga underarter finns listade i Catalogue of Life.